# بریونا
بریونا (به ایتالیایی: Briona) یک کومونه در ایتالیا است که در استان نووارا واقع شده‌است.

## خصوصیات
بریونا ۲۴٫۷ کیلومترمربع مساحت و ۱٬۱۹۶ نفر جمعیت دارد و ۲۰۵ متر بالاتر از سطح دریا واقع شده‌است.